# جاناتان ریچمن
جاناتان ریچمن (به انگلیسی: Jonathan Richman) (زاده ۱۶ می ۱۹۵۱) موسیقی‌دان، خواننده، ترانه‌سرا آمریکایی است.
از فیلم‌های معروف او می‌توان به بازی و آهنگسازی برای فیلم یه چیزی راجع به مری هست اشاره کرد.